# Goodrich (Wisconsin)
Goodrich è un comune degli Stati Uniti, situato in Wisconsin, nella Contea di Taylor.